# Maria của Luxemburg
Maria của Luxemburg (1304 - 26 tháng 3 năm 1324), là thành viên của Nhà Luxembourg và là Vương hậu Pháp khi kết hôn với Charles IV của Pháp.
Cô là con gái của Heinrich VII của Thánh chế La Mã và Margaret xứ Brabant. Hai anh chị em của cô là Johann của Luxemburg và Beatrice của Luxemburg, Vương hậu Hungary.

## Cuộc sống
Maria đã đính hôn vào năm 1308 cho Louis xứ Bavaria, con trai và là người thừa kế của Rudolf I, Công tước xứ Bavaria. Lễ đính hôn đã được thống nhất ngay sau khi cha của Maria, Henry trở thành Vua của người La Mã. Rudolf là người ủng hộ cha cô trong cuộc đấu tranh giành quyền lực. Nhưng cuộc hôn nhân đã kết thúc do cái chết của Louis vào khoảng năm 1311. Trong cùng năm đó, mẹ của Maria, Nữ hoàng Margaret đã qua đời trong một chuýen du lịch cùng Henry ở Genève.
Vào ngày 21 tháng 9 năm 1322 tại Paris hoặc Provins, Maria kết hôn với Charles IV của Pháp sau khi hủy bỏ cuộc hôn nhân đầu tiên của mình. Blanche (vợ vua Philip V, anh trai Charles IV), đã sinh hai đứa con, Philip và Joan, nhưng cả hai đều chết trẻ và Charles cần một đứa con trai và người thừa kế duy trì dòng dõi Nhà của Capet.
Vào ngày 15 tháng 5 năm 1323, Maria được thánh hiến thành Vương hậu Pháp tại Pháp bởi Guillaume de Melun, Tổng Giám mục Sens. Sau đó cùng năm, cô mang thai một đứa bé nhưng nhanh chóng sảy thai sau đó một đứa con gái. Trong khi mang thai lần nữa vào tháng 3 năm 1324, Maria và Charles đang đi đến Avignon để thăm Đức Giáo hoàng. Kết quả là, cô đã chuyển dạ và đứa con của cô, một cậu con trai (Louis), được sinh ra sớm, nhưng chết non vài giờ sau đó. Vương hậu Maria qua đời ngay cùng tháng (có thể là do biến chứng sau sinh) vào ngày 26 tháng 3 năm 1324 và được chôn cất tại Montargis trong nhà thờ Dominican. Sau khi qua đời, Charles kết hôn với Jeanne xứ Évreux, nhưng Jeanne không thể sinh được một đứa con trai, vì vậy triều đại Capet bị tuyệt tự và nhường ngôi sang cho nhánh phụ Valois.